# Kocsis György (labdarúgó)
Kocsis György (1936. július 2. – 2016. december 24.) labdarúgó, fedezet.

## Pályafutása
Az EVTK-ból 1959 nyarán igazolt a Ferencvárosba. 1959 és 1963 között volt a Ferencváros játékosa, ahol egy bajnoki címet szerzett a csapattal. A Fradiban 117 mérkőzésen szerepelt (70 bajnoki, 47 nemzetközi) és 4 gólt szerzett (3 bajnoki, 1 egyéb). 1963 és 1965 között a Csepel SC csapatában szerepelt. 1966-tól ismét az Erzsébet játékosa volt.

## Sikerei, díjai
- Magyar bajnokság
  - bajnok: 1962–63
  - 2.: 1959–60
  - 3.: 1961–62
- Vásárvárosok kupája (VVK)
  - elődöntős: 1962–63